# Боян (село)
Боян (болг. Боян) — село в Болгарии. Находится в Шуменской области, входит в общину Венец. Население составляет 526 человек.

## Политическая ситуация
В местном кметстве Боян, в состав которого входит Боян, должность кмета (старосты) исполняет Ердинч Мюмюнов Еминов (Движение за права и свободы (ДПС)) по результатам выборов.
Кмет (мэр) общины Венец — Нехрибан Османова Ахмедова (ДПС) по результатам выборов.